# Premio La Sonrisa Vertical
El Premio La Sonrisa Vertical de narrativa erótica fue un concurso literario convocado y publicado por Tusquets Editores desde el año 1979 hasta 2004. El jurado estaba presidido desde su creación por el director de cine y gran erotómano declarado Luis García Berlanga.
En 2004 la editorial decidió suspender el galardón alegando como causa la escasa calidad de las obras presentadas a concurso y la difusión del erotismo literario en otras novelas de géneros más amplios.

## Listado de ganadores
- 1979 - Susana Constante (Argentina, 1944) por Educación sentimental de la señorita Sonia
- 1980 - Ofèlia Dracs - pseudónimo colectivo- por Deu pometes té el pomer)
- 1981 - Vicente Muñoz Puelles (España, 1948) por Anacaona
- 1982 - Pedro Sempere (España, 1942) por Fritzcollage
- 1983 - declarado desierto
- 1984 - Pablo Casado por Tres días, tres noches
- 1985 - Vicente García Cervera (España, 1934) por Las cartas de Saguia-el-Hanra
- 1986 - Mercedes Abad (España, 1961) por Ligeros libertinajes sabáticos
- 1987 - Josep Bras por El vaixell de les vagines voraginoses
- 1988 - Denzil Romero (Venezuela, 1938-1999) por La esposa del Dr. Thorne
- 1989 - Almudena Grandes (España, 1960-2021) por Las edades de Lulú
- 1990 - José Luis Muñoz (España, 1951) por Pubis de vello rojo
- 1991 - Ana Rossetti (España, 1950) por Alevosías
- 1992 - José María Álvarez (España, 1942-2024) por La esclava instruida
- 1993 - Dante Bertini (Argentina) por El hombre de sus sueños
- 1994 - declarado desierto
- 1995 - Irene González Frei - seudónimo- por Tu nombre escrito en el agua
- 1996 - José Carlos Somoza (España, 1959) por Silencio de Blanca
- 1997 - Abel Pohulanik (Argentina, 1950) por La cinta de Escher
- 1998 - Pedro de Silva (España, 1945) por Kurt
- 1999 - Luis Antonio de Villena (España, 1951) por El mal mundo
- 2000 - Mayra Montero (Puerto Rico, 1952) por Púrpura profundo
- 2001 - Andreu Martín (España, 1949) por Espera, ponte así
- 2002 - declarado desierto
- 2003 - José Luis Rodríguez del Corral (España, 1959) por Llámalo deseo
- 2004 - declarado desierto